# 1489 en santé et médecine
| Années de la santé et de la médecine : 1486 - 1487 - 1488 - 1489 - 1490 - 1491 - 1492    |
| Décennies de la santé et de la médecine : 1450 - 1460 - 1470 - 1480 - 1490 - 1500 - 1510 |

Cet article présente les faits marquants de l'année 1489 en santé et médecine.

## Événements
- Grave épidémie à Bruxelles et dans le Brabant[1].
- Au siège de Grenade, dix-sept mille hommes de l'armée des Rois catholiques meurent d'une fièvre avec éruption cutanée, « première épidémie que l'on puisse dégager du chaos des maladies pestilentielles des anciens » pour l'attribuer de façon quasi certaine au typhus[2].
- Fondation à Valladolid de l'hôpital des Saints-Innocents, doté « pour recevoir vingt enfants[3] ».
- Léonard de Vinci dessine le Crâne sectionné[4].

## Publications
- Henri de Saxonia fait paraître à Augsbourg son Tractatus de secretis mulierum, ouvrage qui traite de la génération de l'embryon, des signes de grossesse, de la sexualité féminine, et qui sera indûment attribué à Albert le Grand[5],[6],[7].
- Parution à Venise d'une Summa conservationis et curationis attribuée par Van der Linden à Guillaume de Salicet[8],[5],[6].
- Marsile Ficin fait paraître à Florence ses De vita libri tres (en), ouvrage d’astrologie et de médecine, qui sera traduit en français par Guy Lefèvre de La Boderie en 1581, sous le titre de Les Trois Livres de la vie[9].
- Parution à Ferrare de la première édition imprimée d'une Compilatio unguentorum et emplastrorum attribuée à Dino del Garbo (c.1280-1327[10]).
- Impression à Bologne d'une traduction latine des Aphorismes de Rhazès[6].
- 1489-1490 : parution de nouvelles traductions latines, par Andreas Brentius (fl. c.1460-c.1485), de textes du Corpus hippocratique : le Serment, la Loi, Du régime, De la nature de l'Homme, et De l'art[11].

## Naissances
- Giovanni Battista Da Monte (mort en 1551[12],[13]), introducteur de la médecine clinique à Padoue, où il enseigne à partir de 1539[14].
- Vers 1489
  - Jacobus Castricus (mort en 1535[15],[16]).
  - Alban Thorer, professeur de médecine à Bâle (mort en 1550), éditeur « des anciens médecins grecs et latins[6] ».